# Zlatý glóbus za nejlepší ženský herecký výkon ve vedlejší roli

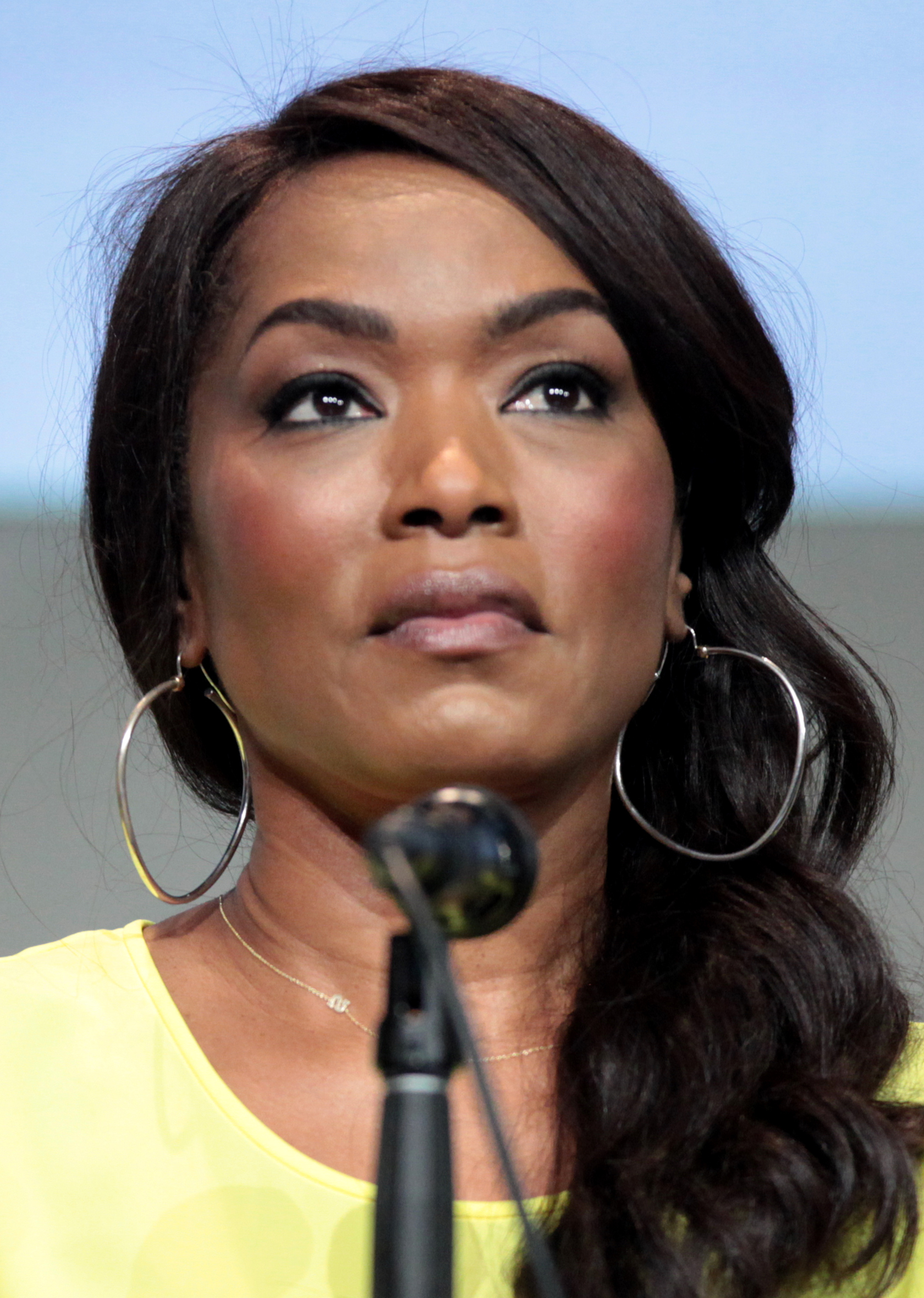
Angela Bassetová získala Zlatý glóbus za nejlepší herečku ve vedlejší roli v roce 2022

Zlatý glóbus za nejlepší herečku ve vedlejší roli udělila Asociace zahraničních novinářů v Hollywoodu (angl. Hollywood Foreign Press Association zkratka HFPA) poprvé v lednu 1944 na slavnostním ceremoniálu Zlatých glóbů.

V historii kategorie žádná z hereček nezískala cenu víc než dvakrát. Za rok 1970 byly oceněné dvě herečky Karen Black a Maureen Stapleton.
Následující seznam obsahuje jména vítězných hereček a filmů, za které byly oceněné. Rok u jména znamená rok vzniku filmu; nikoliv rok, kdy se konal slavnostní ceremoniál. Má-li film český distribuční název, je uveden pod ním.

## Vítězové

### 1943–1950
- 1943: Katina Paxinou – Komu zvoní hrana
- 1944: Agnes Moorehead – Mrs. Parkington
- 1945: Angela Lansbury – The Picture of Dorian Gray
- 1946: Anne Baxter – The Razor's Edge
- 1947: Celeste Holm – Džentlemanská dohoda
- 1948: Ellen Corby – I Remember Mama
- 1949: Mercedes McCambridge – Všichni královi muži
- 1950: Josephine Hull – Harvey

### 1951–1960
- 1951: Kim Hunter – Tramvaj do stanice Touha
- 1952: Katy Jurado – V pravé poledne
- 1953: Grace Kelly – Mogambo
- 1954: Jan Sterling – Rozbouřené nebe
- 1955: Marisa Pavan – The Rose Tattoo
- 1956: Eileen Heckart – The Bad Seed
- 1957: Elsa Lanchester – Svědek obžaloby
- 1958: Hermione Gingold – Gigi
- 1959: Susan Kohner – Imitation Of Life
- 1960: Janet Leigh – Psycho

### 1961–1970
- 1961: Rita Moreno – West Side Story
- 1962: Angela Lansbury – Mandžuský kandidát
- 1963: Margaret Rutherford – Vlivní lidé
- 1964: Agnes Moorehead – Sladká Charlotte
- 1965: Ruth Gordon – Jaká je Daisy Cloverová
- 1966: Jocelyn LaGarde – Havaj
- 1967: Carol Channing – Správná dívka
- 1968: Ruth Gordonová – Rosemary má děťátko
- 1969: Goldie Hawn – Kaktusový květ
- 1970: Karen Black – Malé životní etudy a Maureen Stapleton – Letiště

### 1971–1980
- 1971: Ann-Margret – Tělesné vztahy
- 1972: Shelley Winters – Dobrodružství Poseidonu
- 1973: Linda Blair – Vymítač ďábla
- 1974: Karen Black – Velký Gatsby
- 1975: Brenda Vaccaro – Once Is Not Enough
- 1976: Katharine Ross – Pouť zatracených
- 1977: Vanessa Redgrave – Julie
- 1978: Dyan Cannon – Nebe může počkat
- 1979: Meryl Streep – Kramerová versus Kramer
- 1980: Mary Steenburgen – Melvin a Howard

### 1981–1990
- 1981: Joan Hackett – Only When I Laugh
- 1982: Jessica Lange – Tootsie
- 1983: Cher – Silkwoodová
- 1984: Peggy Ashcroft – Cesta do Indie
- 1985: Meg Tilly – Anežka boží
- 1986: Maggie Smith – Pokoj s vyhlídkou
- 1987: Olympia Dukakis – Pod vlivem úplňku
- 1988: Sigourney Weaver – Podnikavá dívka
- 1989: Julia Roberts – Ocelové magnólie
- 1990: Whoopi Goldberg – Duch

### 1991–2000
- 1991: Mercedes Ruehl – Král rybář
- 1992: Joan Plowright – Čarovný duben
- 1993: Winona Ryder – Věk nevinnosti
- 1994: Dianne Wiest – Výstřely na Broadwayi
- 1995: Mira Sorvino – Mocná Afrodité
- 1996: Lauren Bacall – Dvě tváře lásky
- 1997: Kim Basinger – L. A. – Přísně tajné
- 1998: Lynn Redgrave – Bohové a monstra
- 1999: Angelina Jolie – Narušení
- 2000: Kate Hudson – Na pokraji slávy

### 2001–2010
- 2001: Jennifer Connelly – Čistá duše
- 2002: Meryl Streep – Adaptace
- 2003: Renée Zellweger – Návrat do Cold Mountain
- 2004: Natalie Portman – Na dotek
- 2005: Rachel Weisz – Nepohodlný
- 2006: Jennifer Hudson – Dreamgirls
- 2007: Cate Blanchett – Beze mě: Šest tváří Boba Dylana
- 2008: Kate Winslet – Předčítač
- 2009: Mo'Nique – Precious
- 2010: Melissa Leo – Fighter

### 2011–2020
- 2011: Octavia Spencer – Černobílý svět
- 2012: Anne Hathaway – Bídníci
- 2013: Jennifer Lawrenceová – Špinavý trik
- 2014: Patricia Arquette – Chlapectví
- 2015: Kate Winslet – Steve Jobs
- 2016: Viola Davis – Ploty
- 2017: Allison Janney – Já, Tonya
- 2018: Regina Kingová – Kdyby ulice Beale mohla mluvit
- 2019: Laura Dern – Manželská historie

### 2021–2030
- 2021: Ariana DeBose – West Side Story
- 2022: Angela Bassetová – Black Panther: Wakanda nechť žije
- 2023: Da'Vine Joy Randolph – Zimní prázdniny
- 2024: Zoe Saldana – Emilia Pérez